# Turcja na Letnich Igrzyskach Olimpijskich 2004
Turcję na Letnich Igrzyskach Olimpijskich 2004 reprezentowało 64 zawodników, 44 mężczyzn i 20 kobiet.

## Zdobyte medale
| Medal  | Zawodnik          | Dyscyplina           | Konkurencja                         | Rezultat           |
| ------ | ----------------- | -------------------- | ----------------------------------- | ------------------ |
| Złoto  | Halil Mutlu       | Podnoszenie ciężarów | Kategoria do 56 kg mężczyzn         | 295,0 kg           |
| Złoto  | Taner Sağır       | Podnoszenie ciężarów | Kategoria do 77 kg mężczyzn         | 375 kg             |
| Złoto  | Nurcan Taylan     | Podnoszenie ciężarów | Kategoria do 48 kg kobiet           | 210,0 kg (WR) (OR) |
| Srebro | Atagün Yalcinkaya | Boks                 | Waga papierowa                      | [ 4 ]              |
| Srebro | Bahri Tanrikulu   | Taekwondo            | Waga do 80 kg mężczyzn              | [ 4 ]              |
| Srebro | Şeref Eroğlu      | Zapasy               | Styl klasyczny, kategoria do 66 kg  | [ 4 ]              |
| Brąz   | Sedat Artuç       | Podnoszenie ciężarów | Kategoria do 56 kg mężczyzn         | 280,0 kg           |
| Brąz   | Eşref Apak        | Lekkoatletyka        | Rzut młotem                         | 79,51 m            |
| Brąz   | Mehmet Özal       | Zapasy               | Styl klasyczny, kategoria do 96 kg  | [ 4 ]              |
| Brąz   | Aydin Polatci     | Zapasy               | Styl klasyczny, kategoria do 120 kg | [ 4 ]              |